# Ar-Ruhajja
Ar-Ruhajja (arab. الرحية) – miejscowość w Syrii, w muhafazie Hama. W 2004 roku liczyła 1715 mieszkańców.